# 開泰工廠大廈

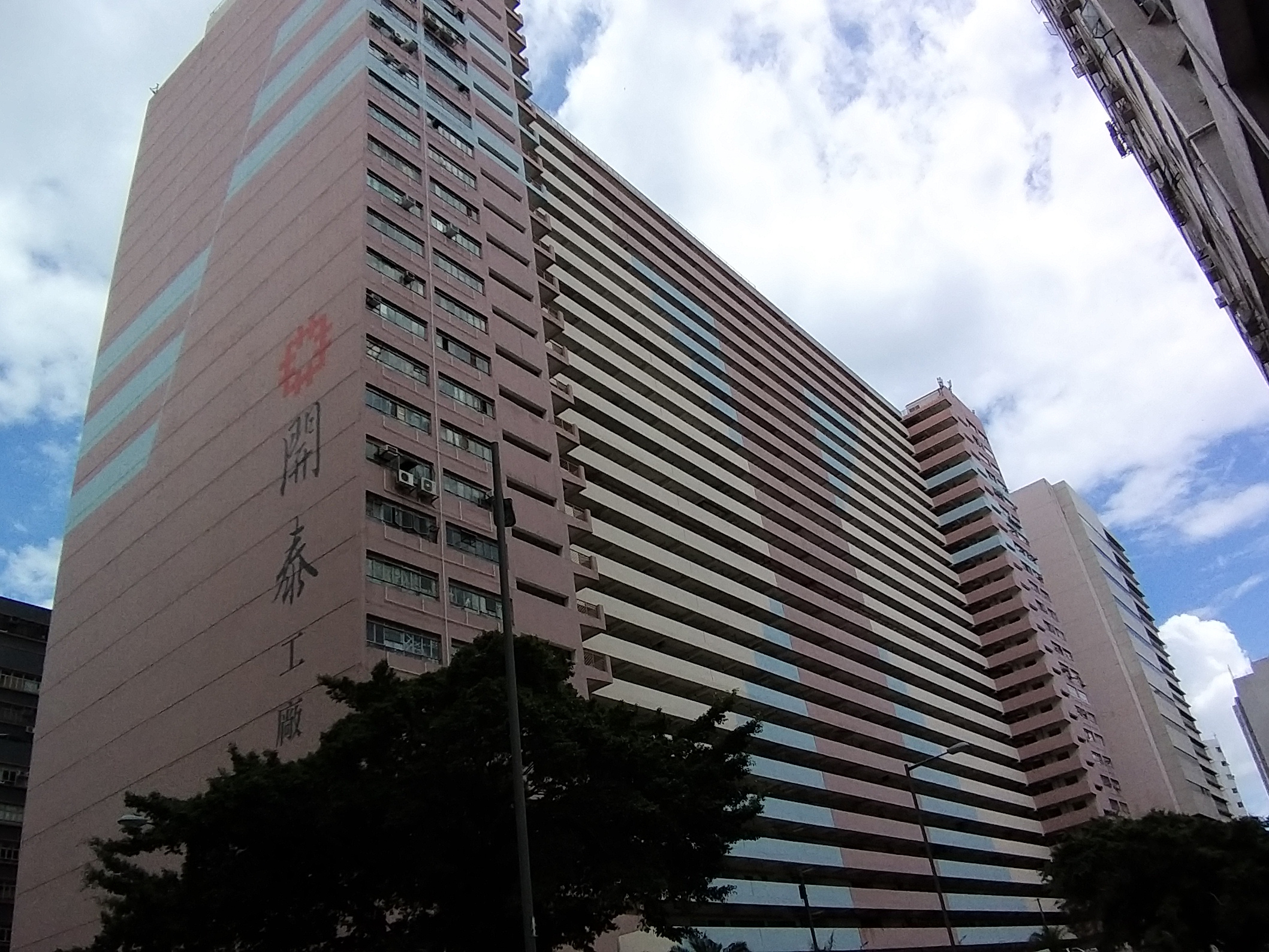
開泰工廠大廈（2021年）

開泰工廠大廈（英語：Hoi Tai Factory Estate），是位於香港新界屯門區屯門工業區的一座工廠大廈，門牌號碼建發街18-24號，鄰近山景邨、大興邨及大興花園，由香港房屋委員會在1982年10月落成，是房委會現有兩座運作中工廠大廈之一。開泰廠廈共有26層高，提供1,756個單位，出租面積近四萬平方公尺，其建設之目的是為安置受屯門新市鎮發展影響的小型工廠，是房委會提供最多工廠單位的廠廈。

## 簡介
位於屯門工業區第九區內的開泰工廠大廈是一座設有升降機的新型分層工廠大廈，鄰近山景邨、大興邨及大興花園，與旁邊的鳴琴路直向並行，目前由房委會委託物業管理公司代為管理。
開泰廠廈的樓宇設計是「I」型，樓高26層，提供1,756個面積為25平方公尺之單位，升降機分別設於大廈中央及兩端附翼，而廁所則同時在兩端附翼的升降機大堂旁邊，大廈辦事處設於地下。開泰廠廈採用近似葵涌葵安工廠大廈的設計，出租面積39,672平方公尺，無論是外觀和規模，都跟同年落成的葵涌晉昇工廠大廈及沙田穗輝工廠大廈差不多，不過以單位數目而言，前者卻是略勝其他房委會廠廈。
開泰廠廈於1982年10月由房委會建成，建設之目的是安置屯門新市鎮及附近地區受發展影響，俗稱「山寨廠」的家庭式／小型工廠。1970年代起，香港政府開始發展屯門新市鎮，當時任職屯門理民府的前民政事務局局長藍鴻震，於1975年在香港電台介紹屯門時表示，為推動區內工業發展及達至居民原區就業，政府在屯門河西岸積極開發工業區，同時已經預留土地興建政府新型分層工廠大廈。1982年，房委會已經在新界西如荃灣區及元朗區等，分別設有大窩口工廠大廈、元朗工廠大廈等廠廈，合共提供3,740個單位。落成初期開泰廠廈就已經提供1,718個單位，雖然比現時的略少，但為當時新界西的房委會廠廈單位大增約一半至5,458個。

## 現況
隨著不少工廠向中國大陸北移，屯門工業區內不少工廠大廈空置，香港特區政府近年來推行廠廈活化措施，鼓勵私人業主將屯門區內工廠單位重建或活化。 不過開泰工廠大廈如同其他房委會廠廈一樣，仍然幾乎達至全面出租。

### 計劃重建
雖然《2019年施政報告》及《2020年施政報告》皆建議房委會將旗下廠廈重建為公屋，但開泰廠廈被其他廠廈包圍，短期內重建難度較高。開泰廠廈落成初期以銹色作為樓宇外牆主色，多年來未有刷新，房委會在2013年5月成功招標樓宇粉飾工程，後來外牆換成粉紅色，為最近一次換色。

## 外部連結
- 工廠大廈 （页面存档备份，存于），香港房屋委員會
- 房署工廠（十六）—開泰工廠大廈 （页面存档备份，存于），公共屋邨圖片集